# Order Dobrej Otuchy
Order Dobrej Otuchy, (fr. L'Ordre du Bon Temps, en. The Order of Good Cheer - zał. 14 października 1606 jako pierwszy północnoamerykański, kanadyjski order rycerski.
Od 2007 Wielkim Mistrzem jest gubernator Nowej Szkocji Mayann E. Francis. W przeszłości wielkimi mistrzami znaleźli się m.in. premierzy i generalni gubernatorzy Kanady, reprezentanci królowej Anglii we Wspólnocie Brytyjskiej.
11 maja 2001 rzecznik rządu Nowej Szkocji Murray Scott potwierdził oficjalne uznanie Orderu Dobrej Otuchy w Kanadzie pod kuratelą Ministerstwa Dziedzictwa Narodowego Nowej Szkocji. Rezolucja rządowa nr 1111 mówi, że nie może być odznaczona tym orderem osoba, która nigdy nie wizytowała Nowej Szkocji. Nadaje się go osobom zasłużonym dla prowincji Nowej Szkocji według tradycji Ziemi Akadyjskiej. Członkostwo uzyskuje się na wniosek Rządu Nowej Szkocji i jednego kawalera orderu.

## Historia orderu
Order Dobrej Otuchy został ufundowany w Port Royale przez gubernatora Samuela de Champlain. Jego statuty ustanowili pod królewskimi auspicjami: gubernator Akadii Jan baron de Poutrincourt - Intendenta Króla Francji na Północną Amerykę i Piotr du Gua Sieur de Monts. Ten pierwszy rycerski order Północnej Ameryki stał się doskonałym instrumentem kreowania tzw. Nevoux Noblise (nowej szlachty) w Nowej Francji.
W 1606 żyło w Port Royale mniej niż 70 osób. Lescarbot pisał, że około 50 Francuzów uczestniczyło w pierwszym przyjęciu kawalerów Orderu. Jednakże tylko 15 z nich szlachetnie urodzonych zostało uznanych jako współfundatorzy Orderu.
W 1976 gubernator Nowej Szkocji wznowił oficjalne nadawanie Orderu.

## Polscy kawalerowie orderu
- Igor Wójcik[potrzebny przypis].